# Rubus philadelphicus
Rubus philadelphicus är en rosväxtart som beskrevs av Blanchard. Rubus philadelphicus ingår i släktet rubusar, och familjen rosväxter. Inga underarter finns listade i Catalogue of Life.